# ماساکی، اهیمه
ماساکی، اهیمه (به لاتین: Masaki, Ehime) یک منطقهٔ مسکونی در ژاپن است که در استان اهیمه واقع شده‌است. ماساکی  ۳۱٬۵۶۰ نفر جمعیت دارد.